# Stazione di Sankt Valentin
La stazione di Sankt Valentin (tedesco: Amstetten Bahnhof) è un nodo ferroviario nella Bassa Austria. La stazione si trova lungo la Westbahn, la ferrovia che collega Vienna a Salisburgo ed è la stazione in cui termina la diramazione da Kleinreifling della Rudolfsbahn.